# 查士丁一世
查士丁一世（拉丁語：Iustinus，羅馬化：Ioustînos；约450年—527年8月1日），又稱为色雷斯人查士丁（拉丁語：Iustinus Thrax，羅馬化：Ioustînos ho Thrâix），东罗马帝国皇帝（518年－527年在位），查士丁尼王朝创建者，为查士丁尼一世的舅父兼養父。

## 早年
查士丁是農民，職業可能是養豬人，來自伊利里亞大區下轄達契亞管區的達爾達尼亞地區。他出生於納伊蘇斯（今塞爾維亞尼什）附近的貝德里亞納小村莊。 他是色雷斯-羅馬人或伊利里亞-羅馬人後裔，查士丁的母語是拉丁語，只會說基本的希臘語。他的妹妹維吉蘭蒂亞（生於約455年）嫁給了薩巴提烏斯並育有兩個孩子：未來的皇帝彼得魯斯·薩巴蒂烏斯·查士丁尼努斯（生於483年）和維吉蘭蒂亞（約490年出生）。小維吉蘭蒂亞嫁給了杜爾西姆斯（或杜爾西迪奧），並育有至少三個孩子：未來的皇帝查士丁二世（生於約520年）；未來的將軍馬塞勒斯；以及普拉伊傑塔（生於約520年），後者嫁給了元老院議員阿雷奧賓都斯。
年輕時，他和兩位同伴離開達爾達尼亞，以逃避當地的貧窮。他們逃到帝國首都君士坦丁堡，除了身上的破爛衣服和一袋麵包外，一無所有。抵達那裡時，查士丁還是一名文盲，於是他加入了新成立的宮廷衛隊警衛軍。他擔任過各種職務，參與了對抗伊蘇裡亞人和薩珊波斯帝國的戰爭，並因其勇敢而聞名。由於他的能力，他先後被任命為護民官、隨從官、元老院議員，並在皇帝阿納斯塔修斯一世在位期間，擔任了皇帝宮廷衛隊指揮官的重要職位。在此期間，他娶了盧皮奇娜（尤菲米娅皇后）；兩人的婚姻沒有留下任何子女。根據當代歷史學家普罗科匹厄斯的說法，盧皮奇娜是一名蠻族奴隸，在他們結婚前曾是查士丁的妾。

## 崛起

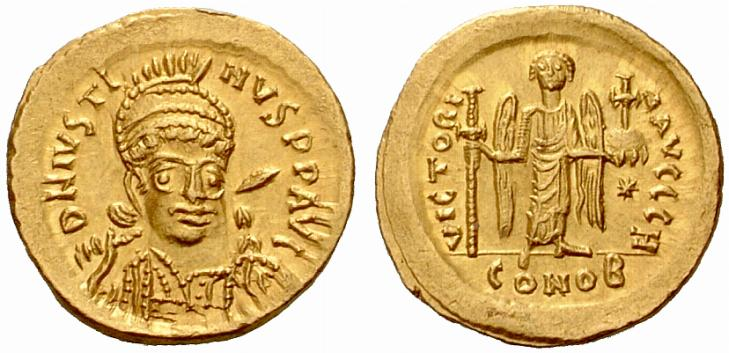
描繪查士丁的索利都斯。

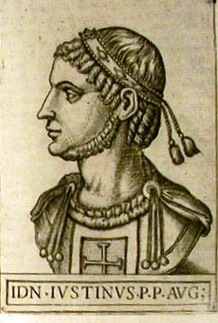
16世紀《羅馬皇帝的肖像》中的查士丁一世

518年7月8日至9日夜間，皇帝阿納斯塔修斯一世駕崩。他的一位高級侍從將查士丁和塞勒召至他臨終的床前。塞勒是宮廷總管，也是宮廷衛隊的指揮官，這支部隊是閱兵場上的表演部隊。第二天早晨，這一消息已傳遍首都君士坦丁堡。包括新任命的君士坦丁堡牧首卡帕多西亞的約翰在內的高級官員被召集到君士坦丁堡大皇宮，選出新皇帝。同時，民眾聚集在君士坦丁堡競技場，等待新皇帝的正式宣布。
阿納斯塔修斯一世死後沒有子嗣，但他有很多已知的親戚。這個龐大的利奧王朝中包括幾位皇位的潛在候選人。他的兄弟保盧斯曾在496年擔任執政官。根據年代記編纂者約翰·馬拉拉斯的說法，侍從官阿曼提烏斯原本打算將精銳衛隊指揮官忒奧克里圖斯推上王位。忒奧克里圖斯和阿曼提烏斯依靠對龐大軍隊的控制以及收買其他官員獲取支持。據說阿曼提烏斯給了查士丁一大筆錢來收買他的支持。然而，查士丁控制著一支規模較小但素質較高的軍隊，並用這筆錢為自己收買支持。他被選舉為新皇帝，並在競技場被加冕為皇帝。查士丁尼王朝正式開始。
匿名瓦萊西亞努斯記載了阿納斯塔修斯試圖預測繼承人的故事（很可能是虛構的）。阿納斯塔修斯不知道他的三個侄子中誰會繼承他的皇位，於是他把一張紙條放在三張沙發中的一張下，讓侄子們在房間裡坐下。他相信坐在沙發上拿著紙條的姪子就是他的繼承人。然而，他的兩個侄子坐在同一張沙發上，而那張藏有紙條的沙發卻空著。他向上帝祈禱後，認定第二天早上第一個進入他房間的人就是下一任皇帝，而這個人正是宮廷衛隊指揮官查士丁。
查士丁的妻子盧皮奇娜以尤菲米娅的名字成為皇后。選擇這個名字可能是出於體面的考慮。最初的聖尤菲米娅是戴克里先迫害時期的基督教殉道者。她是迦克墩當地的聖人，451年迦克墩公會議就是在以她的名字命名的大教堂舉行的。選擇這個名字早期表明查士丁和盧皮奇娜是狂熱的迦克墩基督徒。由於查士丁在當時激烈的基督論辯論中堅定地持迦克墩派立場，反對其前任的基督合一性論傾向，因此首都的一些民眾對他表示支持。

## 皇帝

橙色部分表示查士丁一世統治下的東羅馬帝國版圖。（淺橙色部分是其繼任者查士丁尼一世征服的領土）

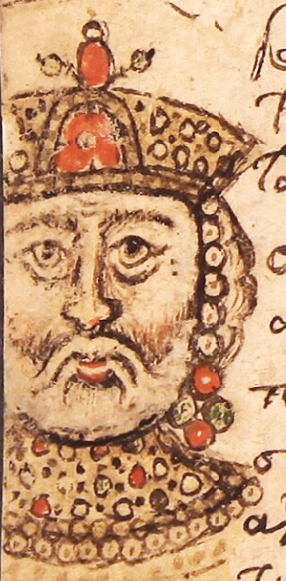
15世紀中葉的拜占庭手抄本中保存的皇帝查士丁一世微型肖像

查士丁透過暗殺潛在的反對者，尤其是先皇阿纳斯塔修斯一世的反迦克墩派支持者，鞏固了自己的地位。阿曼提烏斯和忒奧克里圖斯都在查士丁加冕九天後被處死。在他統治初期，他也罷免了阿納斯塔修斯手下的一些官員，包括禁衛軍長官馬裡努斯。
在他的時代，查士丁被視為一個目不識丁的職業軍人，對治國之道知不多。他身邊圍繞著值得信賴的顧問，其中最著名的是他的侄子兼養子弗拉維烏斯·彼得魯斯·薩巴蒂烏斯（查士丁尼一世），並賜名為查士丁尼努斯。 另一位是審判官普羅克洛斯。

### 外政
查士丁致力於在帝國邊境培育附庸國，並避免了任何重大戰爭，直到他統治後期。
497年，阿納斯塔修斯與義大利東哥德王國國王狄奧多里克大帝達成協議，他將作為阿納斯塔修斯的副手統治義大利半島。這使得義大利名義上成為了帝國的一部分，並中和了一個潛在的危險鄰國。這種安排對狄奧多里克來說很合適，因為東哥德人在義大利是一個少數派貴族，君士坦丁堡的祝福有助於使大多數義大利民眾接受他們的統治。大多數義大利半島的居民對帝國的感情複雜，因為阿納斯塔修斯是合性派，而他們自己是迦克墩派。東哥德人是阿里烏教派，人們傾向於將他們和合性派視為不同類型的異端。隨著一位堅定的迦克墩派皇帝查士丁一世登基，以及和駐紮在義大利的教宗正式彌合裂痕，局勢變得不那麼穩定了。起初，雙方關係友善。狄奧多里克的女婿尤薩里克於519年被任命為君士坦丁堡的執政官，並被確認為狄奧多里克的繼承人。尤薩里克於522年去世，此時查士丁的政策可能受到養子查士丁尼的影響，變得更加反阿里烏斯派。 526年狄奧多里克去世，尤薩里克十歲的兒子阿塔拉里克成為東哥德王國王位繼承人。
當養子查士丁尼在位末期掌握更多權力時，出於宗教動機，提出了許多與鄰國相關的倡議，這些倡議通常是由查士丁尼制定的。阿克苏姆王国的卡勒布一世可能在查士丁的鼓勵下積極擴張他的帝國。當代編年史家約翰·馬拉拉斯記載，东罗马商人遭到南阿拉伯王國希木叶尔王国的猶太國王搶劫殺害。卡勒布聲稱：「你們的行為很惡劣，因為你們殺害了信奉基督教的羅馬人的商人，這對我和我的王國來說都是一種損失。」希木葉爾是波斯人的附庸國。在卡勒布於523年左右入侵希木葉爾後，查士丁親眼目睹瞭如今的也門從波斯薩珊王朝的控制權移交給一個基督教盟友國家統治。
东罗马帝國和薩珊波斯帝國邊境的一些小國一直是兩大勢力爭奪的焦點。格魯吉亞的伊比利亞王國雖然處於波斯的勢力範圍內，但卻信奉基督教。伊比利亞的主教被派往东罗马帝國的安條克牧首接受祝聖。伊比利亞國王瓦赫坦一世受东罗马慫恿與薩珊王朝開戰。他是一位“虔誠的基督徒”，其宗教政策是“其更大戰略目標的重要組成部分”。經過長期鬥爭，他最終戰敗，伊比利亞於522年淪為薩珊王朝的一個行省。
拉齊卡是另一個邊境國家；它是一個基督教國家，但屬於薩珊波斯的勢力範圍。其國王札特一世希望削弱波斯的影響力。521年或522年，他前往君士坦丁堡，從查士丁手中接受王權徽章和王袍，並表示臣服东罗马帝國。他也接受了基督徒的洗禮，並與帝國貴族瓦萊裡亞娜結婚。在查士丁皇帝確認其在王國的合法地位後，他返回了拉齊卡。查士丁死後不久，波斯試圖強行奪回政權，但在查士丁繼承者查士丁尼的協助下被擊退。
524年，波斯君主喀瓦德一世與查士丁會面，請求他正式收養其幼子霍斯劳，以確保其繼承權，超越那些年紀較大但不太受寵的兄弟。查士丁同意了，但他意識到，由於自己沒有子嗣，波斯養子將有權繼承帝國皇位，因此他按照蠻族習俗提出收養。波斯人感到被侮辱，中斷了所有談判。526年，在查士丁尼的倡議下，东罗马人襲擊了波斯亞美尼亞（伊比利亞戰爭）。查士丁尼逐漸從他年邁的舅父手中奪取了政治控制權。突襲隊由查士丁尼的兩位嶄露頭角的軍事家西塔斯和貝利撒留率領。除了表明意圖之外，這次突襲幾乎沒有任何成果。

### 晚年

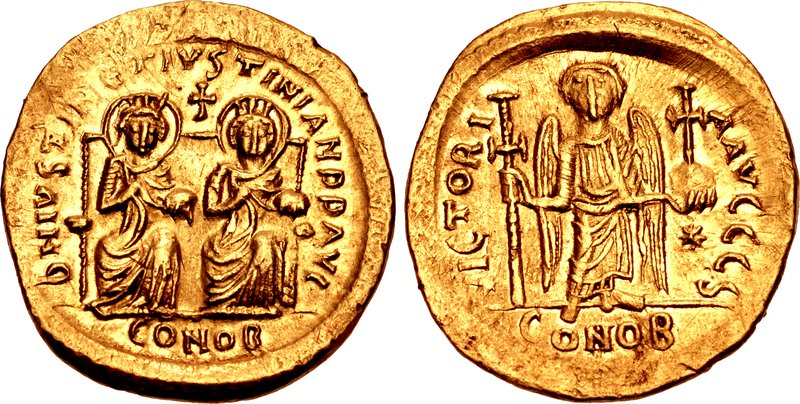
描繪查士丁和查士丁尼的索利都斯（金幣）。

查士丁一世統治的後期，帝國與鄰國的關係日益緊張，尤其是東哥德人和波斯人。526年，安提阿遭受地震摧毀，估計有25萬人喪生。查士丁安排了足夠的資金，將災情緊急救災並用於重建。大教堂和許多其他建築的重建由東方管區總督埃弗拉伊姆監督，他的努力使他取代了歐弗拉修斯（Euphrasius）成為安提阿牧首。許多地震後建造的建築在528年11月的另一場大地震中被摧毀，儘管傷亡人數少得多。
查士丁一世的心智在晚年開始衰退，史學家普罗科匹厄斯甚至寫道：「皇帝年事已高，跟智障沒任何分別，引得周圍人的嘲笑，他還被指責決策拖延，無法履行職責。」

## 查士丁尼出場
在其舅父兼養父統治期間，查士丁尼先後擔任宫廷卫队指揮官、貴族、執政官（521年），後來成為將軍。 525年，查士丁尼通過了一項新法律，實際上允許元老院成員與改過自新的女演員結婚，這為查士丁尼迎娶舞女兼前女演員狄奧多拉鋪平了道路（尤菲米婭皇后反對侄子與狄奧多拉結婚，直到她於523年或524年去世）。同年，查士丁尼擢升為凱撒。查士丁的健康狀況開始惡化，他正式任命查士丁尼為共治皇帝，並於527年4月1日正式成為他的繼承人。8月1日，查士丁去世，查士丁尼繼位。 

### 註腳
1. ↑  Joannes Zonaras (约 1140), Epitome, XIV 5.
2. 1 2  Cameron 2000，第63頁.
3. ↑  Binns 1996.
4. ↑  Browning 2003，第23頁.
5. ↑  Mócsy 2014，第350頁.
6. ↑  Evans 1996，第96頁.
7. ↑  Russu 1976，第73頁.
8. ↑  Procopius 1927，第73頁.
9. ↑  Croke 2001，第75頁.
10. ↑  Martindale, Jones & Morris 1980，第645–49, 1165頁.
11. ↑  Procopius, Secret History, Chapter 6, trans. Kaldellis, pp. 28-30
12. 1 2  Chapman 1971，第210頁.
13. ↑  Smith & Anthon 1895，第677頁.
14. ↑  Jones 1986，第658頁.
15. 1 2 3  . www.roman-emperors.org.   [20 August 2018]. （原始内容存档于21 August 2018）.
16. 1 2 3 4  . www.roman-emperors.org.   [21 August 2006]. （原始内容存档于15 May 2008）.
17. ↑  Bowersock & Grabar 1999，第300–01頁.
18. ↑  Croke 2001，第89頁.
19. ↑  . www.well.com.   [20 August 2018]. （原始内容存档于16 October 2013）.
20. ↑  Anonymous Valesianus II, Pars Posterior 74.
21. ↑  . ocafs.oca.org.   [20 August 2018]. （原始内容存档于13 February 2012）.
22. 1 2  John Lydus, De Magistratibus, 51
23. ↑  Procopius, Historia Arcana, 6.11-12
24. ↑  John Malalas, Chronicle, 17.1
25. ↑  Mitchell 2007，第124–25頁.
26. ↑  Procopius, Historia Arcana, 6.13
27. ↑  noahm. . www.doaks.org.   [21 August 2018]. （原始内容存档于21 August 2018） （英语）.
28. ↑  Vasiliev 1950，第321–28頁.
29. 1 2
30. 1 2 3 4  Haas, Christopher.  (PDF). Project Muse: 121–22. Spring 2008  [20 August 2018]. （原始内容存档 (PDF)于29 March 2018）.
31. ↑  Martindale, Jones & Morris 1980，第1207頁.
32. ↑  Greatrex & Lieu 2002，第79–80頁.
33. ↑  Greatrex & Lieu 2002，第181–82頁.
34. ↑  Meier, M. . The Medieval History Journal. 2007, 10 (1–2): 237–266. CiteSeerX 10.1.1.1025.7374 . S2CID 162788360. doi:10.1177/097194580701000209.[永久]
35. ↑  Martindale, Jones & Morris 1980，第395頁.
36. ↑  Sbeinati, M.R.; Darawcheh, R. & Mouty, M.  (PDF). Annals of Geophysics. 2005, 48 (3): 347–435  [22 September 2011]. （原始内容存档 (PDF)于26 July 2011）.
37. ↑  Haury J, Wirth G. Procopii Caesariensis opera omnia. Lipsiae et Berolini: Teubner, 1962.
38. ↑  John Malalas, Book 17–18; Chronicon Paschale 527; Theophanes the Confessor AM 6019.